# Juan Carlos Camacho Antonio
Juan Carlos Camacho Antonio (Lepe, provincia de Huelva, España, 6 de agosto de 1993) es un futbolista español. Juega de centrocampista y su actual equipo es el CD San Roque de Lepe de la Segunda División RFEF.

## Trayectoria
Nacido en Lepe, Huelva. Debutó en 2011 en el Atlético Onubense, entonces denominado Recretativo de Huelva B y fue transferido en 2015 al CD San Roque, donde juega desde entonces.

## Clubes
| Club                 | País   | Año             | Partidos | Goles |
| -------------------- | ------ | --------------- | -------- | ----- |
| Atlético Onubense    | España | 2011 - 2015     | 69       | 2     |
| CD San Roque de Lepe | España | 2015 - presente | 255      | 17    |